# مارک بلونت (بازیکن فوتبال)
مارک بلونت (انگلیسی: Mark Blount؛ زادهٔ ۵ ژانویهٔ ۱۹۷۴) بازیکن فوتبال اهل بریتانیا است.
از باشگاه‌هایی که در آن بازی کرده‌است می‌توان به باشگاه فوتبال پیتربورو یونایتد، باشگاه فوتبال برتون آلبیون، باشگاه فوتبال گرزلی، و باشگاه فوتبال شفیلد یونایتد اشاره کرد.